# Pla de l'Àliga (Clariana de Cardener)
|  | Aquest article tracta sobre un indret del Solsonès. Vegeu-ne altres significats a «Pla de l'Àliga». |

El Pla de l'Àliga és un indret ocupat per un gran camp de cultiu situat al sector on coflueixen els termes dels pobles de Sant Just i Joval (Clariana de Cardener), Olius i Navès, tots tres a la comarca del Solsonès.